# Кашипур (Уттаракханд)
Кашипур (англ. Kashipur) — город в индийском штате Уттаракханд в округе Удхам-Сингх-Нагар. В VII веке, во времена индийского императора Харши, город был известен под именем Говишана. Своё нынешнее название город получил в XVII веке в честь Кашинатха Адхикари — наместника царей династии Чанд.
Средняя высота Кашипура над уровнем моря — 218 метров. По данным всеиндийской переписи 2001 года, в Кашипуре проживало 92 978 человек, из которых мужчины составляли 53 %, женщины — 47 %. Уровень грамотности взрослого населения составлял 68 %, что выше среднеиндийского уровня (59,5 %). Среди мужчин, уровень грамотности равнялся 73 %, среди женщин — 62 %. 14 % населения составляли дети до 6 лет. 